# Flugleistung
In der Flugleistung werden eine Reihe von Leistungsdaten von Luftfahrzeugen zusammengefasst. Anders als die physikalisch definierte Leistung gibt es keine Einheit oder Kennzahl, die eine „gesamte Flugleistung“ ausdrücken kann. Die Flugleistung ist ein Teilgebiet der Flugmechanik.
Folgende Parameter werden üblicherweise zur Flugleistung genannt:
- Gleitzahl Verhältnis von horizontaler Flugstrecke zu Höhenverlust
- Höchstgeschwindigkeit - in Kilometer pro Stunde (km/h) oder Seemeile pro Stunde (sm/h) bzw. Knoten (kn)
- Steigleistung - erreichbare Steiggeschwindigkeit in Meter pro Sekunde (m/s)
- Gipfelhöhe - in Meter oder Fuß (ft)
- Nutzlast - in kg
- Reichweite - in km oder NM (Hin- und Rückflug zählen nur einmal)

Die Flugleistung kann in verschiedenen Flugphasen (Start, Steigflug, Reiseflug, Sinkflug und Landung) und unter verschiedenen Bedingungen (Hot and High, Vereisung) bestimmt werden. Bei mehrmotorigen Flugzeugen wird außerdem die Flugleistung mit einem ausgefallenen Triebwerk berechnet.
Die Parameter der Triebwerksleistung oder Aerodynamik werden dabei als konstant vorausgesetzt. Der Gesetzgeber hat in der JAR-OPS verschiedene Flugleistungsklassen festgelegt, die nach Gewicht und Passagierkapazität aufgeschlüsselt sind.
Flugleistung ist weiterhin Ausbildungsfach für Piloten, Flugingenieure und Flugplaner, sowie ein vorgeschriebenes Kapitel des Flughandbuches eines Fahrzeuges. Bestimmte Flugleistungen sind bei der Zulassung eines Flugzeuges der Behörde nachzuweisen.
Weitere Parameter, die dem Bereich der Flugleistungen zugeordnet werden:
- Startgewicht (Abfluggewicht)
- Maximale Startmasse (MTOW)
- Start- und Landebahn

Nicht auf das Luftfahrzeug, sondern auf den Flugplatz beziehen sich: 
- Verfügbare Landestrecke (Landing Distance Available - LDA)
- Verfügbare Startstrecke (Take-Off Distance Available - TODA)
- Verfügbare Startrollstrecke (Take-Off Run Available - TORA), siehe Startlauf
- Verfügbare Startabbruchstrecke (Accelerate Stop Distance Available - ASDA)
- Landebahnzustand: Trockene, feuchte oder kontaminierte Start- und Landebahn